# Sacha
För namnet Sacha med flera stavningar, se Sasja.

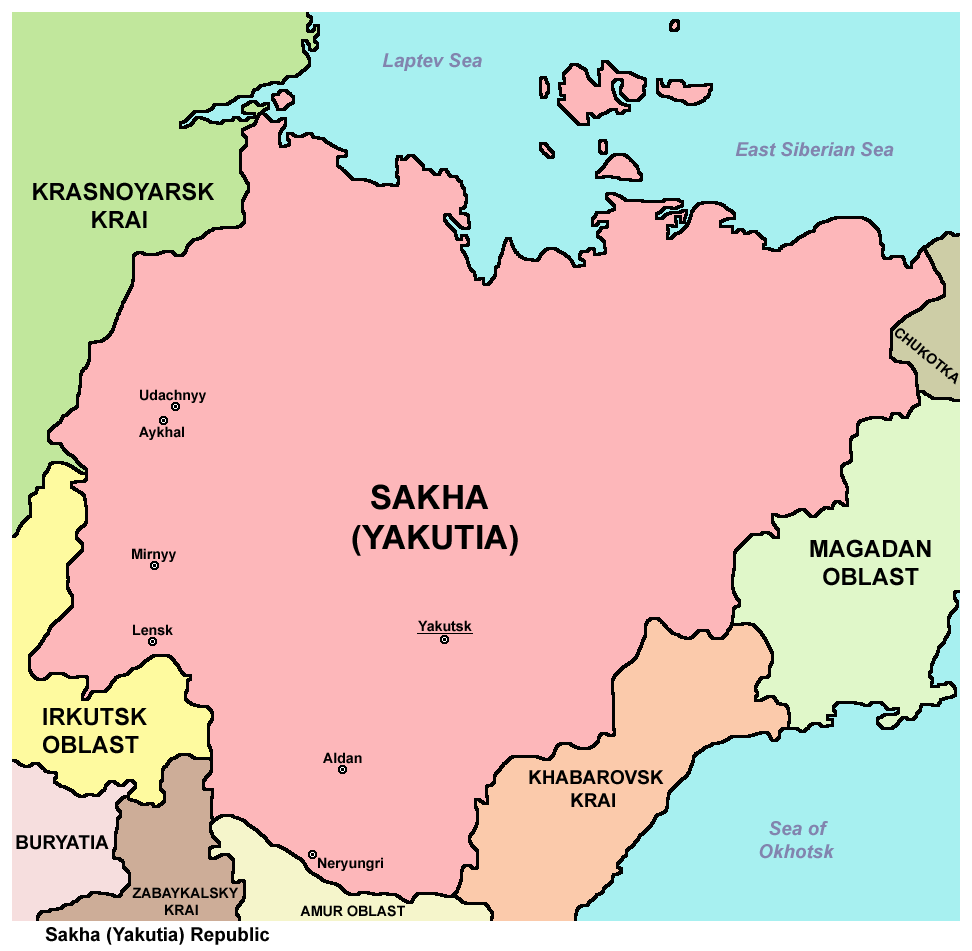

Sacha (ryska: Республика Саха (Якутия): Respublika Sacha (Jakutija), jakutiska: Саха Өрөспүүбүлүкэтэ: Sacha Öröspüübülükete), officiellt Republiken Sacha (Jakutien), är den största delrepubliken i Ryssland, vilken täcker ett område på 3 083 523 kvadratkilometer. Sacha ligger i den Ryska Fjärran Östern, längs Norra ishavet, med en befolkning på lite mindre än 1 miljon. Jakutsk, som är världens kallaste storstad, är dess huvudstad och största stad. Republiken har ett rykte för ett extremt och svårt klimat, med de lägsta temperaturerna på norra halvklotet som registreras i Verchojansk och Ojmjakon, och regelbundna vintermedelvärden som vanligtvis sjunker under -35 °C i Jakutsk. De hyperkontinentala tendenserna resulterar också i varma somrar för stora delar av republiken.
Sacha var först hem för jägare och samlare samt renskötare av Paleoasiatiska folkgrupper som Evenker och Yukaghirer. Folkgrupper migrerande, troligen i flera migrationsvågor, från området runt Bajkalsjön. Sedan, någon gång mellan 900-talet och 1600-talet, bosatte sig det turkiska Sacha-folket, först längs mellersta delen av floden Lena, och förde med sig det pastoralistiska ekonomiska systemet från centralasien.
Ryssarna koloniserade och införlivade området som Jakutsk Oblast i Tsarryssland i mitten av 1700-talet, vilket tvingade ursprungsbefolkningen i området att betala en form av skatt med djurpälsar. Den första perioden efter den ryska erövringen minskade Sacha-befolkningen med 70 %, troligen på grund av 'främmande' sjukdomar från de ryska kolonisatörerna. I Jakutsk Oblast förekom några av de sista striderna i det ryska inbördeskriget, och de bolsjevikiska myndigheterna omorganiserade Jakutsk Oblast till Jakutiska ASSR 1922. Under sovjettiden migrerade många slaver, särskilt ryssar och ukrainare, till området.
Den 27 september 1990 blev området Yakutskaya-Sakha en sovjetisk socialistisk republik. Den 27 december 1991 bytte delreplubliken namn till "Republiken Sacha (Yakutia)" (ryska: "Республика Саха (Якутия)").

## Historia
Jakuterna, eller Sachafolket, anlände under 1200-talet till dagens Sacha från Centralasien. Sachafolket är ett heterogent folk av mongoliskt och turkiskt ursprung.[källa behövs] De underkuvade det jägar–samlarfolk som sedan tidigare bodde på platsen och började kalla sig själva Sacha, efter Sachastan, en historisk stat i Persien.
Evenkerna kallade Sacha ”Jako”, och det var den term som ryssarna började använda sig av då de anlände till regionen under tidigt 1600-tal. Tygyn, en changalasskij-jakutsk kung, gav ryssarna territorium till en bosättning och ingick i gengäld i en militär pakt som innebar krig mot rebeller i ursprungsbefolkningen i hela Nordostasien. Kung Kull av mengelerchangalastarjakuterna inledde en konspiration mot Sacha genom att låta sin släkting Tygyn ingå i pakten med ryssarna.
Staden Jakutsk grundades under namnet Lenskij Ostrog, av kosacken Pjotr Beketov den 25 september 1632. År 1638 grundade ryska regeringen en administrativ enhet med centrum i Lenskij Ostrog.
Ryssarna etablerade flera jordbruk i floden Lenas avrinningsområde. De religiösa grupper som skickades i exil till Sacha under andra halvan av 1800-talet började odla vete, havre och potatis. Pälshandeln gav inkomster. Industri och transport började utvecklas mot slutet av 1800-talet och i början av den sovjetiska perioden. Detta var också inledningen av gruvdrift i området. De första ångfartygen började också anlända.
Den 27 april 1922 blev Jakutien en autonom sovjetrepublik, och efter Sovjetunionens fall erkändes Sacha som delrepublik under rysk jurisdiktion.

## Geografi

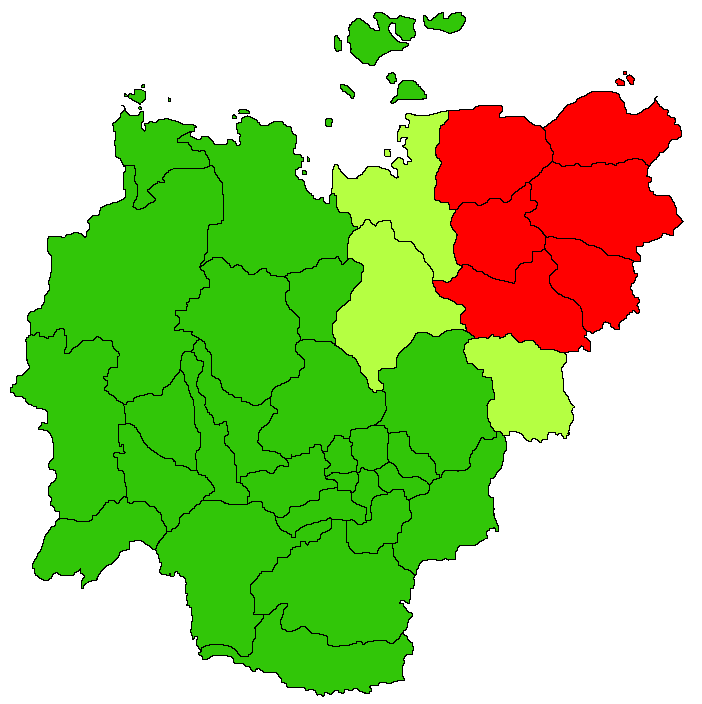
Sachas indelning i tre tidszoner.
UTC+10
UTC+11
UTC+12

Sacha sträcker sig till Nysibiriska öarna i norr och gränsar till Laptevhavet och Östsibiriska havet i Norra ishavet. Dessa hav är de kallaste och isigaste haven i hela norra hemisfären, och är istäckta nio till tio månader om året. Nysibiriska öarna tillhör republiken.
Sacha kan delas in i tre olika vegetationsbälten. Ungefär 40 procent av Sacha ligger norr om norra polcirkeln, täcks av permafrost som kraftigt influerar regionens ekologi och begränsar skog till den södra regionen. Arktisk och subarktisk tundra definierar mittregionen, där lavar och mossor växer i massor, och fungerar som betesmarker för ren. I södra delen av tundrabältet växer låga sibiriska tallar och lärkar längs med floderna. Söder om tundraregionen finns den stora taigaregionen. Taigaskog täcker omkring 47 procent av Sacha, och nästan 90 procent av detta är lärkträd.